# Кубок світу з біатлону 2020—2021 — етап 5
П'ятий етап Кубка світу з біатлону 2020—21 відбувався в Обергофі, Німеччина, з 8 по 10 січня 2021 року. До програми етапу було включено 6 гонок: спринтерські гонки та гонки переслідування серед чоловіків і жінок та дві змішані естафети: звичайна та одиночна.

## Переможці та призери

### Чоловіки
| Гонка:                       | Золото:                       | Час               | Срібло:                | Час              | Бронза:                       | Час               |
| Спринт 10 км                 | Йоганнес Тінгнес Бо Норвегія  | 25:12.0 (0+1)     | Тар'єй Бо Норвегія     | 25:22.8 (0+0)    | Стурла Гольм Легрейд Норвегія | 25:33.6 (0+0)     |
| Гонка переслідування 12,5 км | Стурла Гольм Легрейд Норвегія | 36:01.8 (0+1+0+1) | Йоганнес Дале Норвегія | 36:17.4 (0+0+0+2 | Тар'єй Бо Норвегія            | 36:27.2 (0+0+0+3) |

### Жінки
| Гонка:               | Золото:                | Час               | Срібло:                         | Час               | Бронза:                    | Час               |
| Спринт 7,5 км        | Тіріль Екгофф Норвегія | 23:54.0 (0+0)     | Ганна Еберг Швеція              | 24:23.6 (0+0)     | Ліза-Тереза Гаузер Австрія | 24:34.2 (0+1)     |
| Переслідування 10 км | Тіріль Екгофф Норвегія | 32:20.9 (0+1+0+1) | Марте Ольсбу-Рейселанн Норвегія | 32:21.4 (0+0+0+0) | Ліза-Тереза Гаузер Австрія | 33:03.9 (0+0+0+1) |

### Змішані естафети
| Гонка:                    | Золото:                                                                | Час                                                       | Срібло:                                                                                       | Час                                                       | Бронза:                                                                      | Час                                                       |
| Змішана естафета          | Росія Уляна Кайшева Світлана Миронова Олександр Логінов Едуард Латипов | 1:08:21.7 (0+2) (0+1) (0+0) (0+1) (0+1) (0+1) (0+0) (0+2) | Норвегія Інгрід-Ланнмарк Тандреволл Марте Ольсбу-Рейселанн Йоганнес Дале Стурла Гольм Легрейд | 1:08:22.4 (0+0) (0+1) (0+2) (0+1) (0+0) (0+1) (0+1) (0+1) | Франція Анаїс Шевальє-Буше Жустін Брезаз Фаб'єн Клод Кантен Фійон Майє       | 1:08:33.8 (0+0) (0+0) (0+0) (0+2) (0+2) (0+2) (0+0) (0+0) |
| Одиночна змішана естафета | Франція Жулья Сімон Емільєн Жаклен Жулья Сімон Емільєн Жаклен          | 39:04.8 (0+0) (0+0) (0+2) (0+1) (0+0) (0+0)               | Швеція Ганна Еберг Себастьян Самуельссон Ганна Еберг Себастьян Самуельссон                    | 39:43.5 (0+0) (0+1) (0+0) (0+2) (0+0) (0+1)               | Норвегія Тіріль Екгофф Йоганнес Тінгнес Бо Тіріль Екгофф Йоганнес Тінгнес Бо | 39:48.7 (0+0) (0+0) (0+0) (0+2) (0+0) (3+3) (0+3) (0+0)   |